# Баянтобе
Баянтобе́ (каз. Баянтөбе) — село у складі Акжаїцького району Західноказахстанської області Казахстану. Входить до складу Базаршоланського сільського округу.
Населення — 80 осіб (2021; 148 у 2009, 140 у 1999).